# Ludmannsdorf
Ludmannsdorf (slowenisch: Bilčovs) ist eine zweisprachige Gemeinde mit 1812 Einwohnern (Stand 1. Jänner 2025) in Österreich, im Bundesland Kärnten. Die Gemeinde liegt im Rosental zwischen dem Wörthersee und der Drau.

## Geographie
Das Gemeindegebiet von Ludmannsdorf erstreckt sich nördlich der Drau und südlich des Wörthersees zwischen den Gemeinden Velden am Wörther See und Köttmannsdorf. Es liegt auf dem stark bewaldeten Höhenzug der Sattnitz, einer Endmoräne der Eiszeit, und überblickt das Rosental und die Karawanken. Die Seehöhe des Gemeindegebiets liegt zwischen 600 und 900 Meter.

### Gemeindegliederung
Ludmannsdorf besteht aus den fünf Katastralgemeinden Ludmannsdorf (Bilčovs), Großkleinberg (Mala gora), Oberdörfl (Zgornja Vesca), Selkach (Želuče) und Wellersdorf (Velinja vas). Das Gemeindegebiet umfasst folgende 17 Ortschaften (Einwohnerzahlen Stand 1. Jänner 2025):
- Bach (Potok) (83)
- Edling (Kajzaze) (188)
- Fellersdorf (Bilnjovs) (49)
- Franzendorf (Branča ves) (175)
- Großkleinberg (Mala gora) (64)
- Ludmannsdorf (Bilčovs) (196)
- Lukowitz (Koviče) (116)
- Moschenitzen (Moščenica) (34)
- Muschkau (Muškava) (123)
- Niederdörfl (Spodnja Vesca) (76)
- Oberdörfl (Zgornja Vesca) (118)
- Pugrad (Podgrad) (190)
- Rupertiberg (Na Gori) (52)
- Selkach (Želuče) (105)
- Strein (Stranje) (41)
- Wellersdorf (Velinja vas) (142)
- Zedras (Sodražava) (60)

Weitere Ortslagen sind die Siedlung ÖDK-Siedlung und der Weiler Goritschnig.

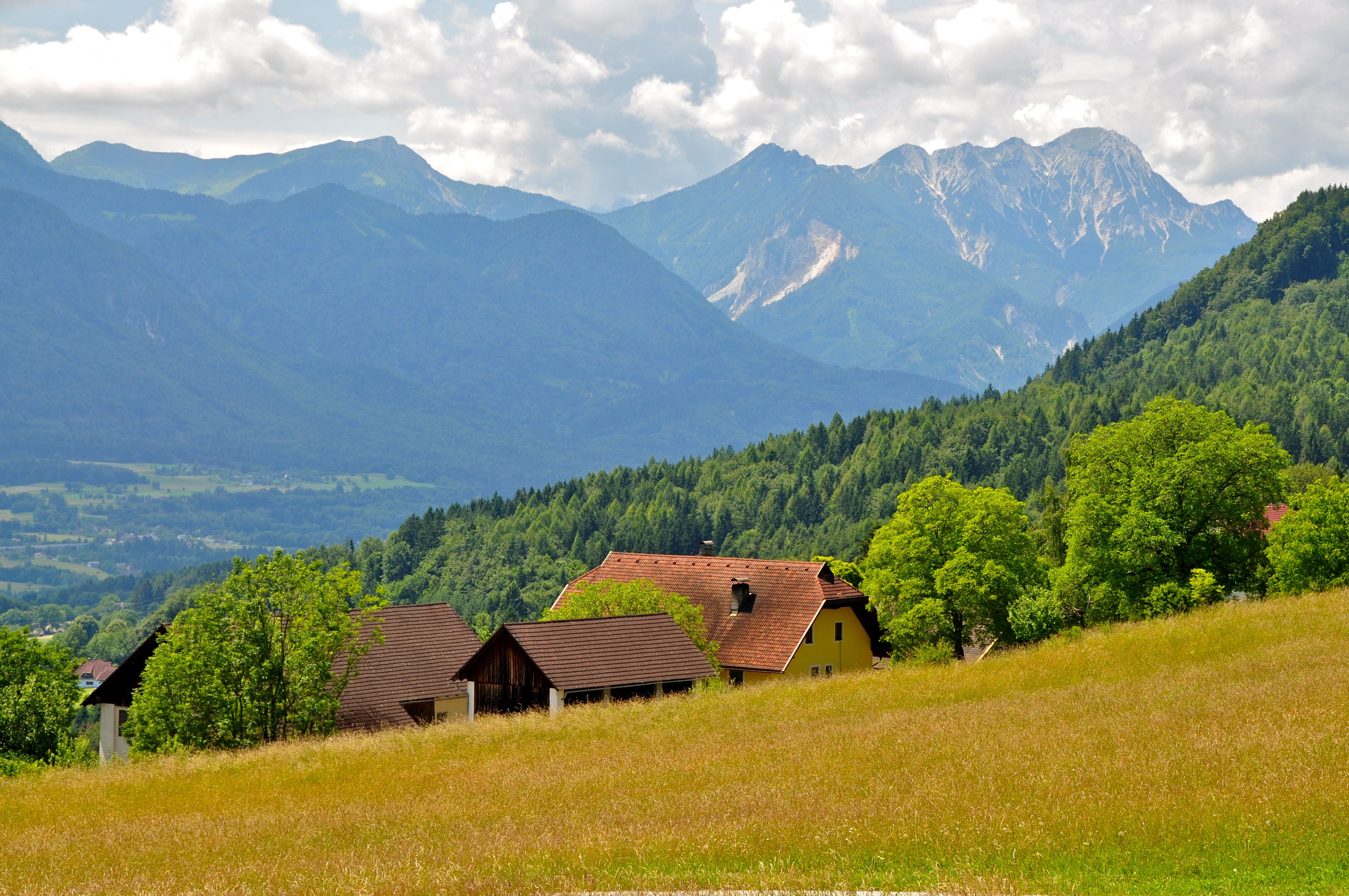
Ogris-Höhe, Blick auf das Rosental

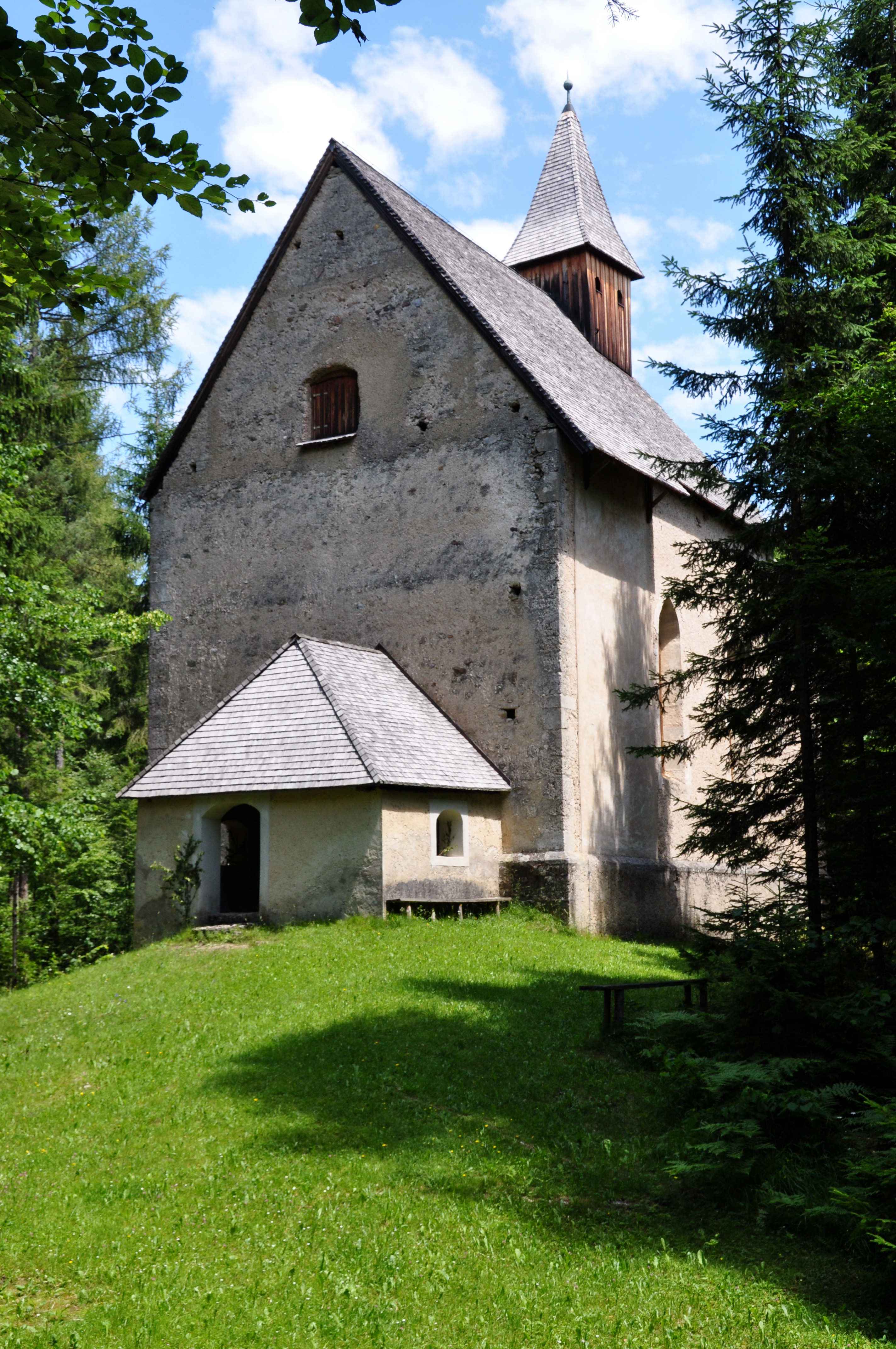
Filialkirche Sankt Helena

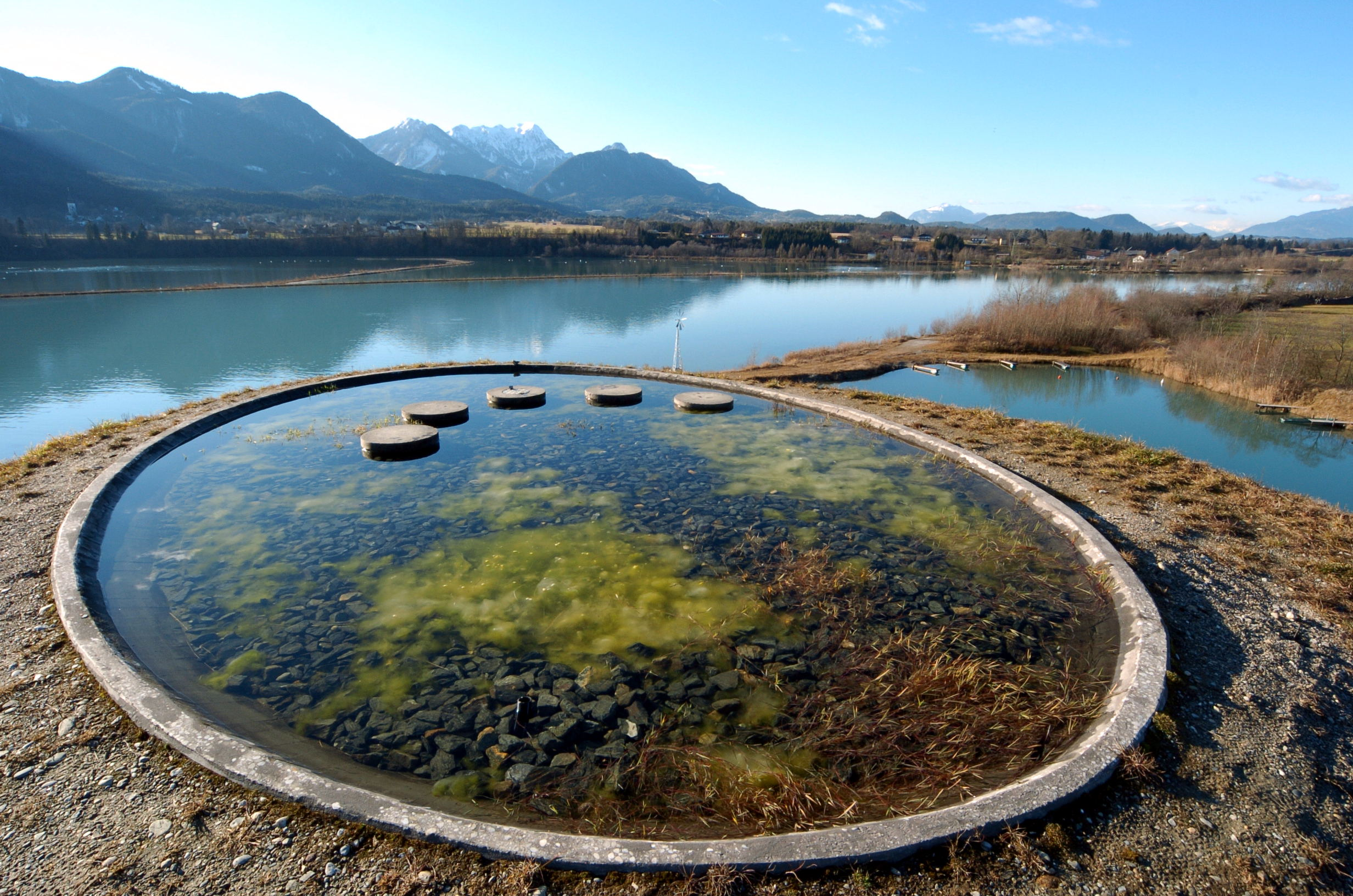
Design auf dem Gipfel der Selkacher Zikkurat

### Nachbargemeinden
|                       | Schiefling am Wörthersee Keutschach am See  |               |
| Velden                | Kompassrose, die auf Nachbargemeinden zeigt | Köttmannsdorf |
| St. Jakob im Rosental | Feistritz im Rosental                       |               |

## Geschichte
Seit der Besiedlung des Gebietes durch die Karantaner-Slawen im 6. Jahrhundert und der Errichtung des karantanischen Staatswesens im 7. Jahrhundert ist das Gebiet der Sattnitz (slow. Gure) und Ludmannsdorf/Bilčovs eng mit der slowenischen Kulturgeschichte verbunden.
Im Jahr 1141 wurde Ludmannsdorf/Bilčovs erstmals urkundlich erwähnt. Das bis heute stark durch die landwirtschaftlichen Kleinbetriebe geprägte Gebiet wies einen hohen Anteil an kleinen Keuschen auf und wurde seit dem Hochmittelalter bis 1848 von den Herrschaften Hollenburg und Viktring dominiert.
Kaiser Joseph II. erhob den Ort 1787 zur Pfarre. Die Kirche des Heiligen Jakob, Wahrzeichen der Gemeinde, stammt zum Teil aus dem 13. Jahrhundert und enthält sowohl romanische und gotische Stilelemente. Die Innenausstattung der Kirche wurde im 18. Jahrhundert barockisiert.
Während der Franzosenkriege war Ludmannsdorf von 1809 bis 1813 zwischen der französischen Illyrischen Provinz und dem Kaisertum Österreich geteilt. Die Grenze zwischen den beiden Ländern verlief ungefähr entlang der Linie Rupertiberg-Selkach. 1813 wurden die Franzosen bei Rosegg besiegt und aus Kärnten vertrieben.
1850 konstituierten sich die Gemeinden Ludmannsdorf und Oberdörfl. Letztere wurde 1957/58 als Ortsgemeinde aufgelöst und nach Ludmannsdorf eingemeindet.
In der Gemeinde mit traditionell hohem Anteil an Kärntner Slowenen stimmten bei der Volksabstimmung 1920 in Kärnten rund vier Fünftel (Ludmannsdorf) bzw. zwei Drittel (Oberdörfl) für den Anschluss an Jugoslawien.

## Bevölkerung
Laut Volkszählung 2001 hat die Gemeinde Ludmannsdorf 1.825 Einwohner, davon besitzen 96,5 % die österreichische Staatsbürgerschaft. 69 % der Bevölkerung gehören der deutschsprachigen und 28 % der slowenischsprachigen Volksgruppe an.
Zur römisch-katholischen Kirche bekennen sich 90,9 % der Gemeindebevölkerung, zur evangelischen Kirche 2,0 % und zum Islam 1,5 %. 3,5 % sind ohne religiöses Bekenntnis. Ehrendomherr Kanonikus Leopold Kassl war Pfarrer der katholischen Pfarrgemeinde.
Die katholische Pfarre wird zweisprachig, deutsch und slowenisch geführt.

### Bevölkerungsentwicklung
| Ludmannsdorf: Einwohnerzahlen von 1869 bis 2024     | Ludmannsdorf: Einwohnerzahlen von 1869 bis 2024 | Ludmannsdorf: Einwohnerzahlen von 1869 bis 2024 | Ludmannsdorf: Einwohnerzahlen von 1869 bis 2024 | Ludmannsdorf: Einwohnerzahlen von 1869 bis 2024 |
| --------------------------------------------------- | ----------------------------------------------- | ----------------------------------------------- | ----------------------------------------------- | ----------------------------------------------- |
| Jahr                                                |                                                 |                                                 |                                                 | Einwohner                                       |
| 1869                                                | 1869                                            |                                                 | 1.138                                           | 1.138                                           |
| 1880                                                | 1880                                            |                                                 | 1.133                                           | 1.133                                           |
| 1890                                                | 1890                                            |                                                 | 1.152                                           | 1.152                                           |
| 1900                                                | 1900                                            |                                                 | 1.100                                           | 1.100                                           |
| 1910                                                | 1910                                            |                                                 | 1.032                                           | 1.032                                           |
| 1923                                                | 1923                                            |                                                 | 1.089                                           | 1.089                                           |
| 1934                                                | 1934                                            |                                                 | 1.288                                           | 1.288                                           |
| 1939                                                | 1939                                            |                                                 | 1.219                                           | 1.219                                           |
| 1951                                                | 1951                                            |                                                 | 1.226                                           | 1.226                                           |
| 1961                                                | 1961                                            |                                                 | 1.301                                           | 1.301                                           |
| 1971                                                | 1971                                            |                                                 | 1.476                                           | 1.476                                           |
| 1981                                                | 1981                                            |                                                 | 1.526                                           | 1.526                                           |
| 1991                                                | 1991                                            |                                                 | 1.615                                           | 1.615                                           |
| 2001                                                | 2001                                            |                                                 | 1.825                                           | 1.825                                           |
| 2011                                                | 2011                                            |                                                 | 1.821                                           | 1.821                                           |
| 2021                                                | 2021                                            |                                                 | 1.820                                           | 1.820                                           |
| 2024                                                | 2024                                            |                                                 | 1.791                                           | 1.791                                           |
| Quelle(n): Statistik Austria, Gebietsstand 1.1.2021 |                                                 |                                                 |                                                 |                                                 |

### Der slowenische Dialekt
Ludmannsdorf zählt typologisch zur slowenischen Dialektgruppe des sogenannten Rosentaler Dialektes bzw. zu dessen nordwestlicher Varietät der Sattnitz (Gure). Kennzeichnend sind zahlreiche phonetische, morphologische und lexikalische Archaismen.
Der autochthone slowenische Name der Einwohner der Sattnitz (slow. Gure = Berggegend) ist Gorjanci (im Gegensatz zum Namen der Einwohner des tiefer gelegenen Klagenfurter Feldes Poljanci < polje = Feld).

## Kultur und Sehenswürdigkeiten

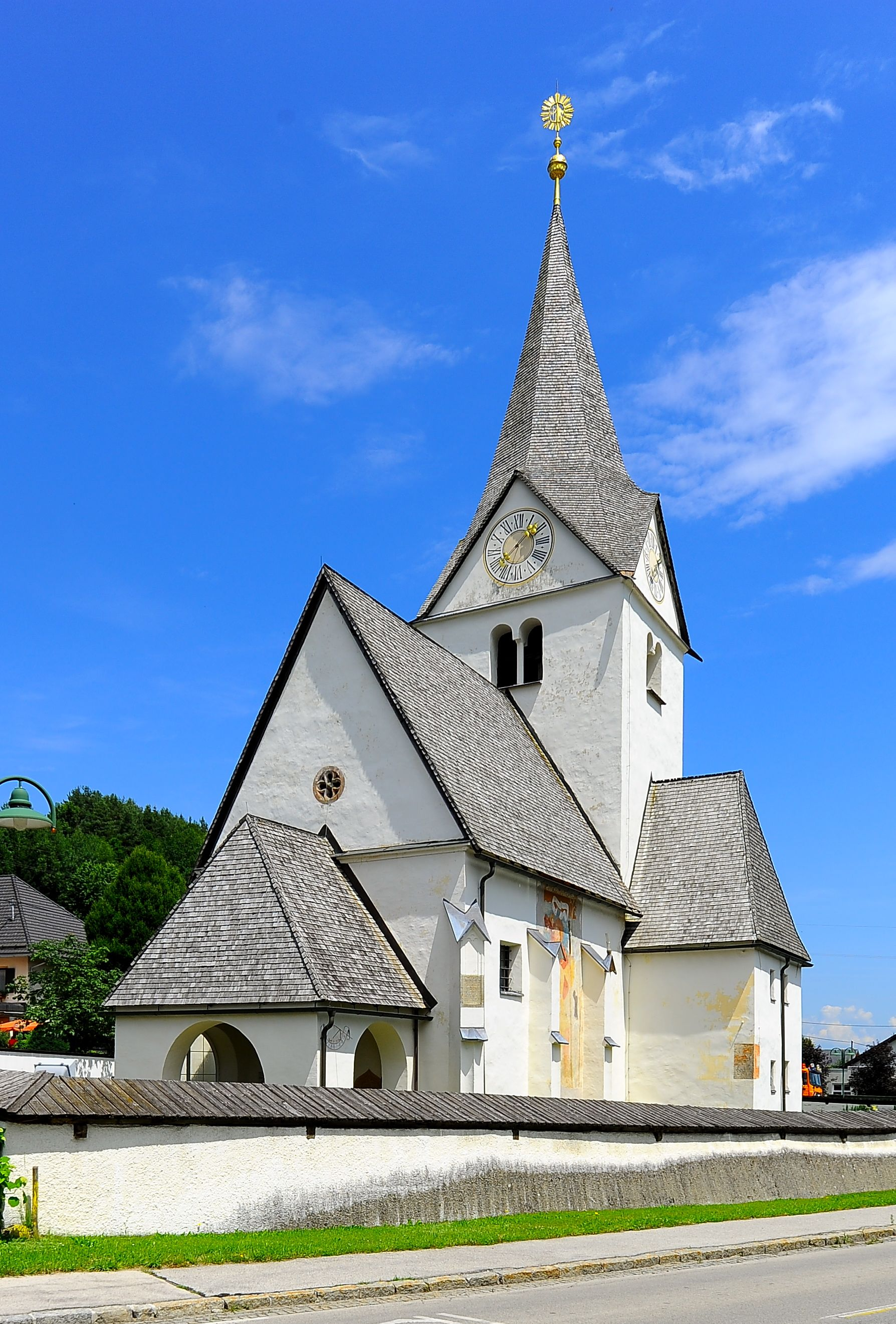
Pfarrkirche Ludmannsdorf

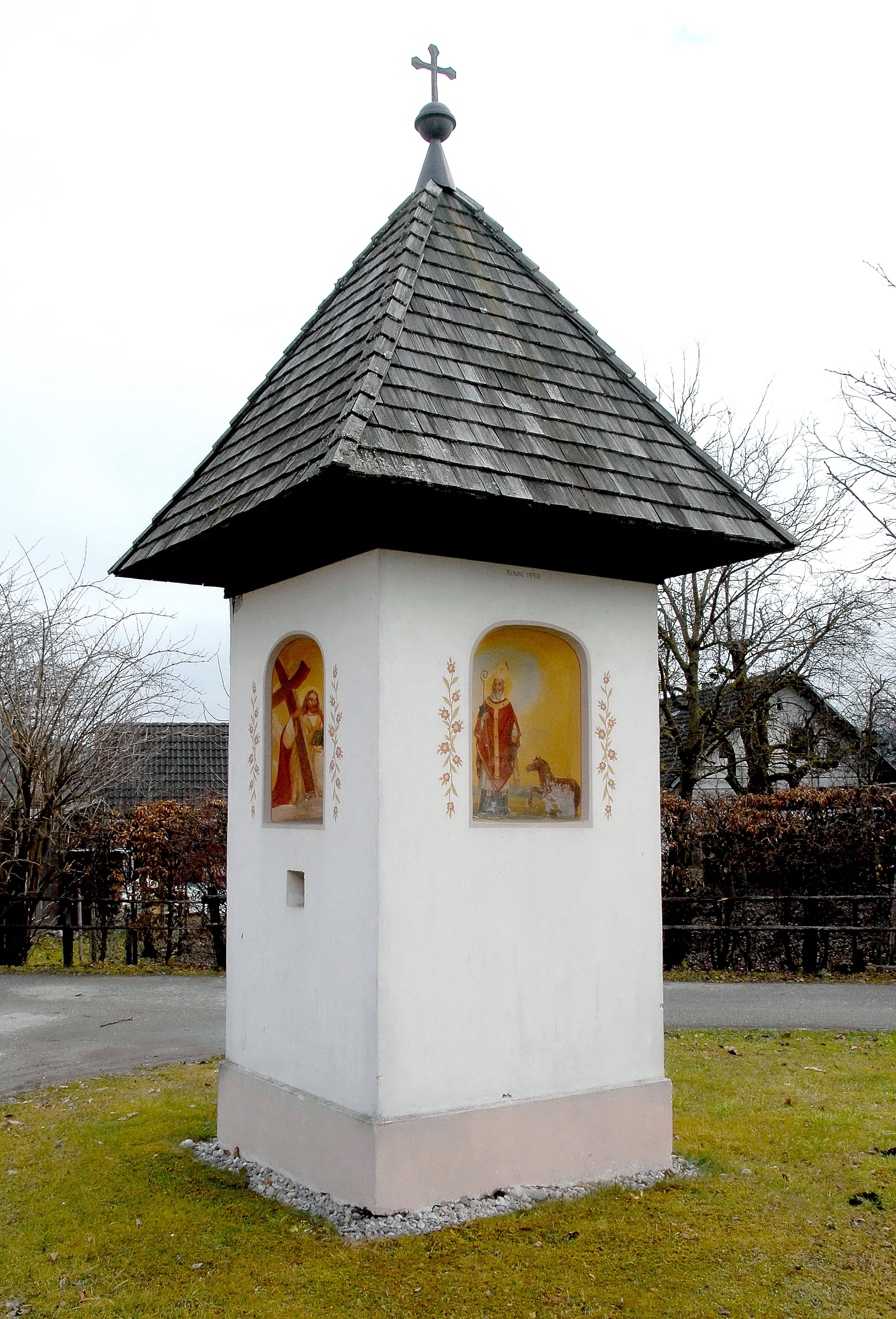
Turk-Kreuz in Selkach

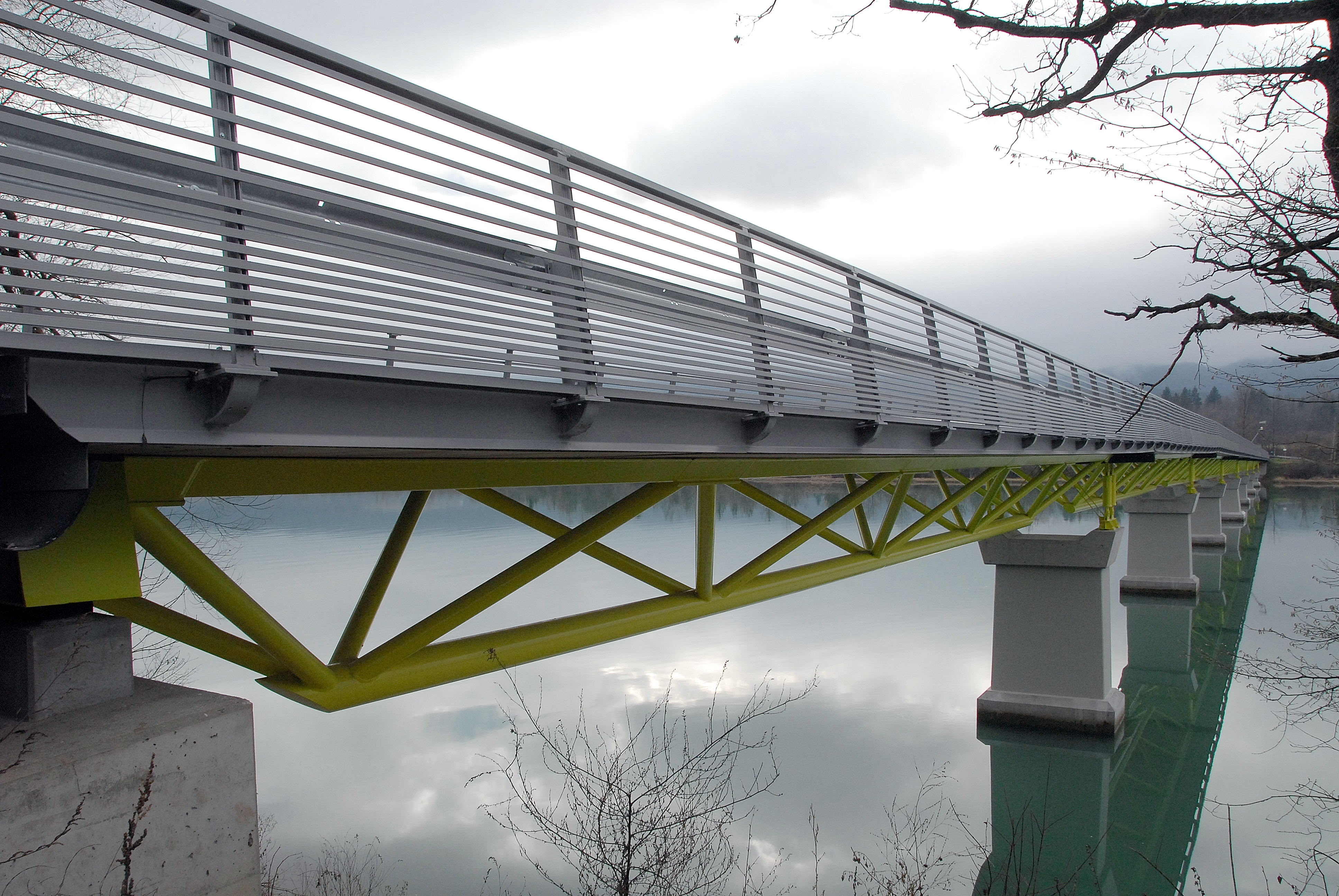
Draubrücke bei Selkach

- Katholische Pfarrkirche Ludmannsdorf hl. Jakobus der Ältere

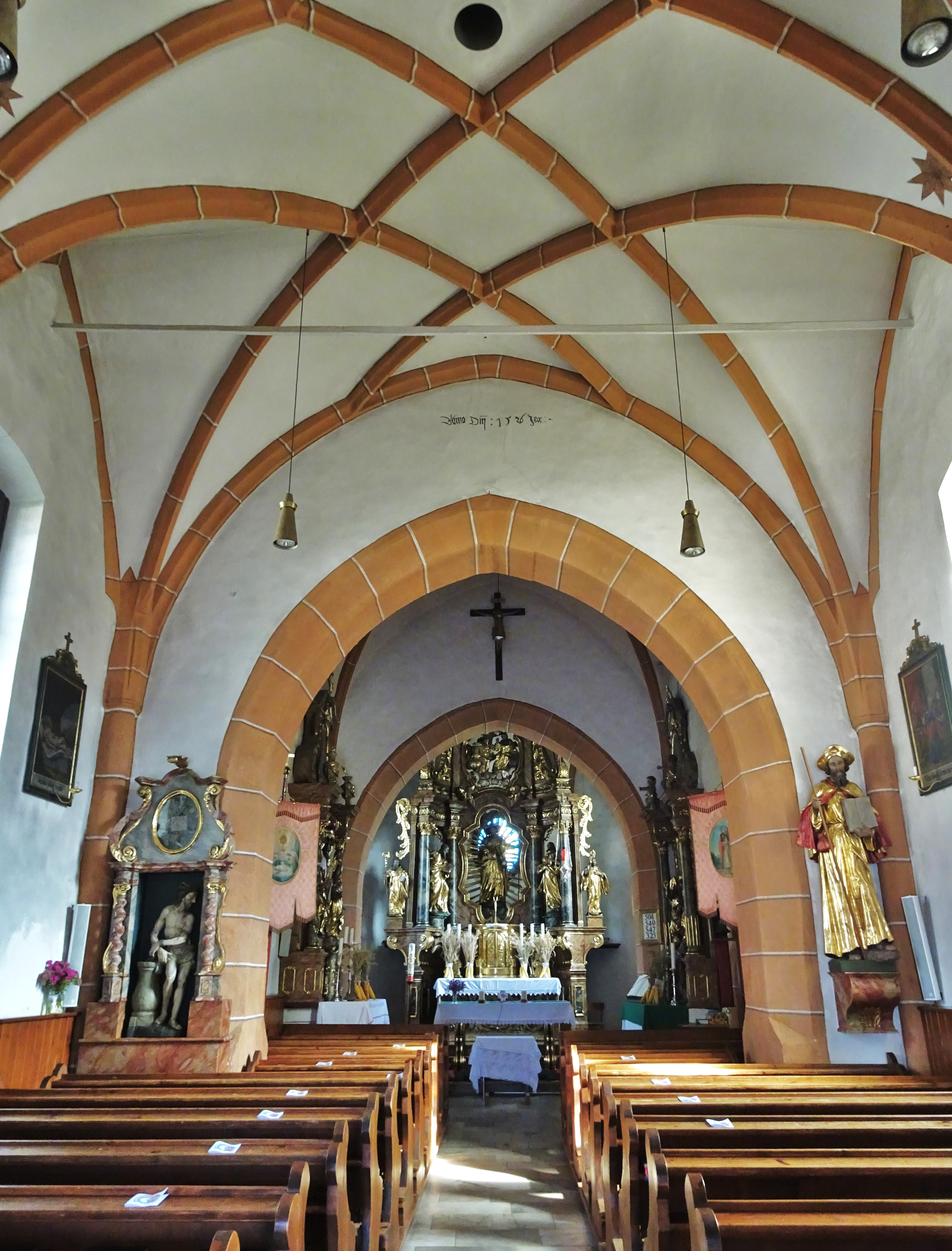
Innenansicht der Pfarrkirche
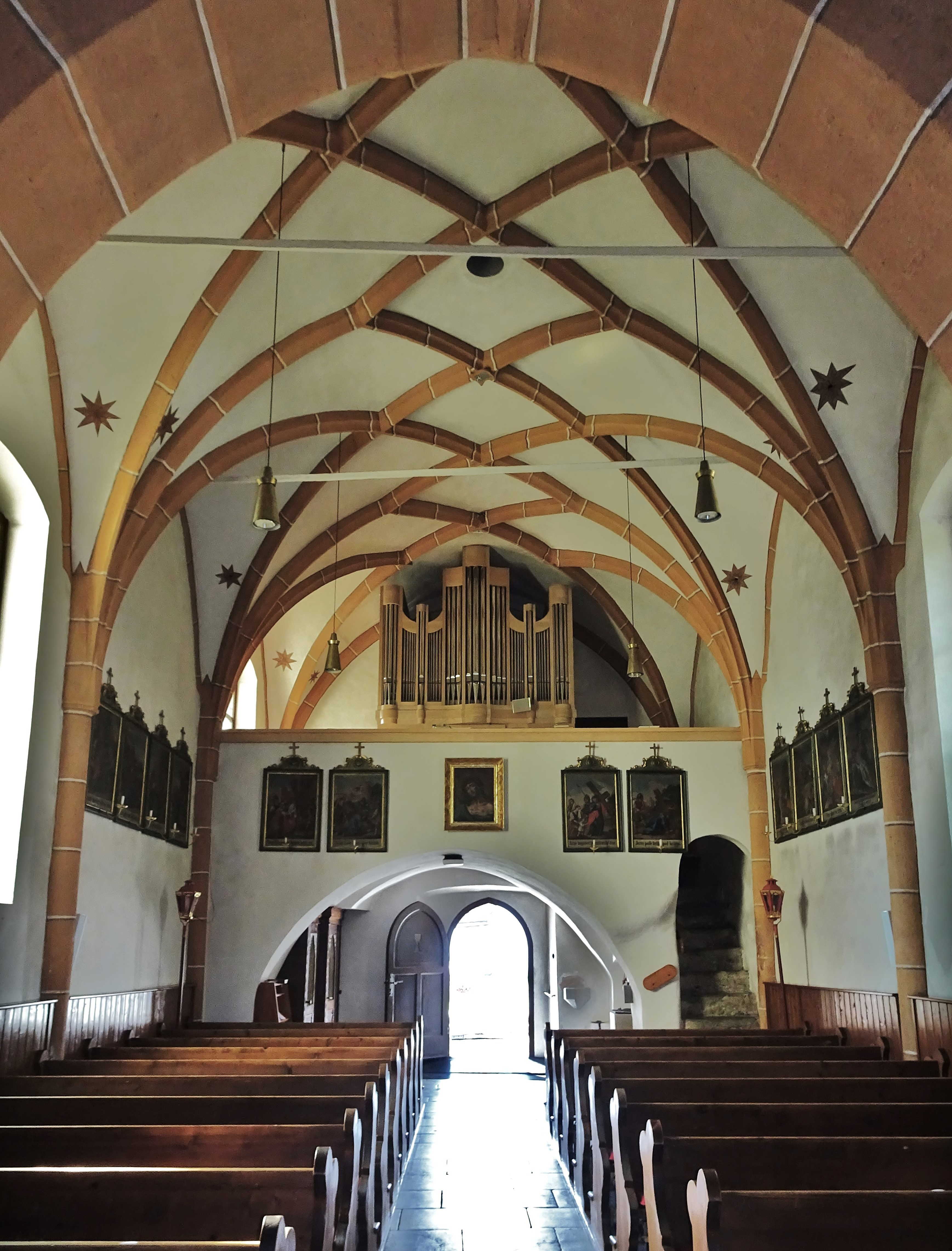
Innenansicht gegen die Empore

Die Gemeinde verfügt über zahlreiche Kultur-, Sport- und andere Vereine, der bekannteste ist der slowenische Kulturverein Bilka. Zwei international bekannte Künstler stammen aus Ludmannsdorf: Der Schriftsteller Janko Ferk und die Malerin Meina Schellander.
Das unter dem Titel „Drau-Art“ geschaffene Land-Art-Projekt von „Kunstbau Saager“ ist eine Landschaftsgestaltung der drei Künstler Edmund Hoke, Tomas Hoke und Armin Guerino. Mit den Wasserformen Schnecke, Strudel und Walze formten die drei Designer die durch den Draustau entstandene Bucht bei Selkach. Natur, Kunst und Technik wurden zu einer wachsenden Einheit, die den Besuchern zur Verfügung steht. Auf dem Hügel „Zikkurat“, auf der Wellenkette und im strudelförmigen Hafenbecken bieten sich neue Perspektiven, der Drau und den Bergen näher zu kommen.
Im Gemeindegebiet finden sich zahlreiche Wegkreuze und Bildstöcke. Gleich in der Nähe der Stauseebrücke nach Maria Elend in der kleinen Ortschaft Selkach steht dieser massige Bildstock aus dem 16. Jahrhundert mit seichten Rundbogennischen unter seinem Pyramiden-Schindeldach. Die Bemalung datiert aus der ersten Hälfte des 19. Jahrhunderts.

## Wirtschaft und Infrastruktur
Das Wirtschaftsleben der Gemeinde ist vor allem geprägt von der Holzindustrie; in Ludmannsdorf sind sechs Tischlereibetriebe, zwei Zimmereien und drei Sägewerke ansässig. Der größte Arbeitgeber der Gemeinde und mithin der Region ist die Firma Holzbau Gasser GmbH.
Die folgende Tabelle zeigt die Entwicklung der Anzahl der Betriebe und der Beschäftigten in den Wirtschaftssektoren:
| Wirtschaftssektor            | Anzahl Betriebe | Anzahl Betriebe | Anzahl Betriebe | Erwerbstätige | Erwerbstätige | Erwerbstätige |
| Wirtschaftssektor            | 2021            | 2011            | 2001            | 2021          | 2011          | 2001          |
| ---------------------------- | --------------- | --------------- | --------------- | ------------- | ------------- | ------------- |
| Land- und Forstwirtschaft 1) | 46              | 112             | 127             | 52            | 45            | 22            |
| Produktion                   | 19              | 16              | 13              | 149           | 138           | 152           |
| Dienstleistung               | 73              | 54              | 33              | 155           | 106           | 85            |

1) Betriebe mit Fläche in den Jahren 2010 und 1999, Arbeitsstätten im Jahr 2021

## Politik

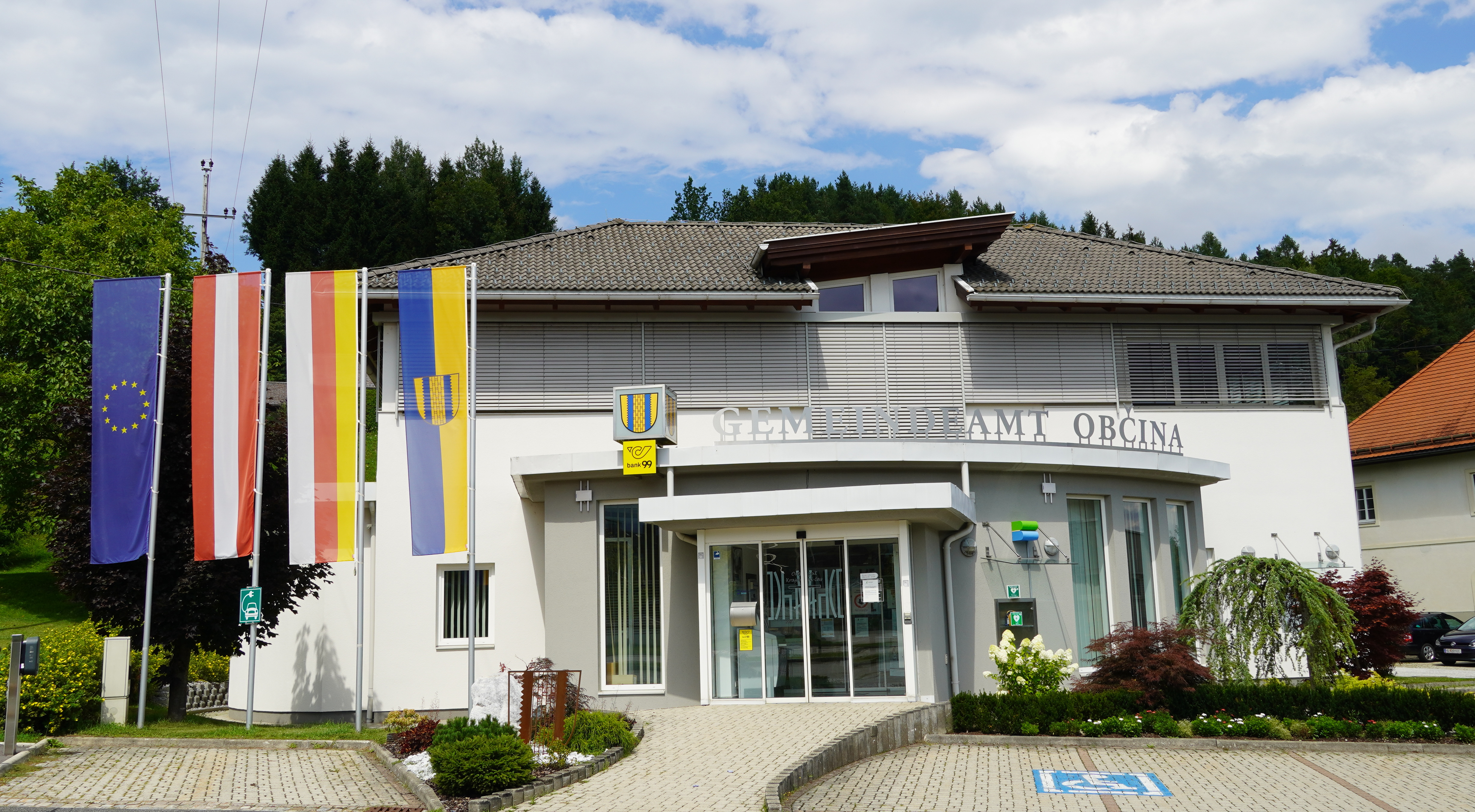
Gemeindeamt

### Gemeinderat
| Der Gemeinderat von Ludmannsdorf hat 15 Mitglieder. \| Jahr \| SPÖ \| ÖVP \| FPÖ \| BZÖ \| GL[A 1] \| EL \| ALL \| Link \| \| --------------------------------------------------------------------------------------- \| --- \| --- \| --- \| --- \| ------- \| -- \| --- \| ---- \| \| Gemeinderatswahl 1985 \| 7 \| 5 \| 1 \| - \| - \| 2 \| - \| [12] \| \| Gemeinderatswahl 1991 \| 7 \| 4 \| 2 \| - \| - \| 2 \| - \| [12] \| \| Gemeinderatswahl 1997 \| 6 \| 4 \| 2 \| - \| - \| 1 \| 2 \| [13] \| \| Gemeinderatswahl 2003 \| 6 \| 4 \| 1 \| - \| - \| 2 \| 2 \| [14] \| \| Gemeinderatswahl 2009 \| 5 \| - \| - \| 2 \| 6 \| 2 \| - \| [15] \| \| Gemeinderatswahl 2015 \| 4 \| - \| 1 \| - \| 8 \| 2 \| - \| [16] \| \| Gemeinderatswahl 2021 \| 4 \| - \| 1 \| - \| 7 \| 3 \| - \| [17] \| \| Anmerkungen: 1. ↑ GL ... Ludmannsdorfer Volkspartei – Alternative Liste – Gemeindeliste \| \| \| \| \| \| \| \| \| | Die zur Anzeige dieser Grafik verwendete Erweiterung wurde dauerhaft deaktiviert. Wir arbeiten aktuell daran, diese und weitere betroffene Grafiken auf ein neues Format umzustellen. (Mehr dazu) |     |     |     |    |    |     |        |
| Jahr | SPÖ | ÖVP | FPÖ | BZÖ | GL | EL | ALL | Link   |
| Gemeinderatswahl 1985 | 7 | 5   | 1   | -   | -  | 2  | -   | [ 12 ] |
| Gemeinderatswahl 1991 | 7 | 4   | 2   | -   | -  | 2  | -   | [ 12 ] |
| Gemeinderatswahl 1997 | 6 | 4   | 2   | -   | -  | 1  | 2   | [ 13 ] |
| Gemeinderatswahl 2003 | 6 | 4   | 1   | -   | -  | 2  | 2   | [ 14 ] |
| Gemeinderatswahl 2009 | 5 | -   | -   | 2   | 6  | 2  | -   | [ 15 ] |
| Gemeinderatswahl 2015 | 4 | -   | 1   | -   | 8  | 2  | -   | [ 16 ] |
| Gemeinderatswahl 2021 | 4 | -   | 1   | -   | 7  | 3  | -   | [ 17 ] |
| Anmerkungen: 1. | |     |     |     |    |    |     |        |

Direkt gewählter Bürgermeister ist seit 2009 Manfred Maierhofer (GL).

### Wappen
Im Wappen von Ludmannsdorf werden die traditionellen wirtschaftlichen Eigenheiten des heutigen Gemeindegebiets zum Ausdruck gebracht. Die beiden goldenen Zahnflanken symbolisieren Sägeblätter und damit die Holzgewinnung und -verarbeitung, das Korbgeflecht dazwischen erinnert an die – heute nicht mehr betriebene – Korbflechterei und Strohverarbeitung u. a. zu Strohhüten, die früher als Heimindustrie eine regionale Bedeutung besaßen. Der blaue Schildgrund spielt auf die Lage des Gemeindegebiets zwischen Drau, Keutschacher Seental und Wörthersee an.
Wappen und Fahne wurden der Gemeinde am 5. März 2002 verliehen. Die Fahne ist Gelb-Blau mit eingearbeitetem Wappen. Die offizielle Blasonierung lautet: „In Blau mit goldenen Zahnflanken pfahlweise ein goldenes, schwarz gezeichnetes Korbgeflecht.“

## Persönlichkeiten

### Ehrenbürger
- 2018: Franz Gasser (1927–2025), Unternehmer
- 2018: Stefanie Quantschnig (* 1947), Alt-Bürgermeisterin von Ludmannsdorf
- 2018: Meina Schellander (* 1946), Objektkünstlerin und Malerin

### Söhne und Töchter der Gemeinde
- Pavle Zablatnik (1912–1993), Kärntner Slowene, römisch-katholischer Geistlicher, Kulturarbeiter und Ethnologe
- Ana Blatnik (* 1957), Politikerin (SPÖ) und Lehrerin
- Olga Voglauer (* 1980), Landwirtin und Politikerin (Grüne)